# Educação e trabalho de projeto
Revendo as principais teorias e modelos instrutivos associados à resolução de problemas e à realização de projetos, Educação e Trabalho de Projeto pretende fazer uma síntese do que caracteriza este tipo de metodologias, as principais fases de implementação, assim como a sua evolução normativa em Portugal.

## Projeto: o que é?
Projeto  pode ser definido como "um conjunto de práticas conscientemente finalizadas que se desenvolvem através de um processo complexo que inclui momentos de ação e representação, conduzindo à existência de interações múltiplas e diversificadas" (Silva & Miranda, 1990, p.21). Trata-se, portanto, de um conjunto de atividades planificadas com vista a alcançar um determinado objetivo através da utilização de recursos disponíveis.
De acordo com Miranda (2008, p.4), "uma das características que distingue o conceito de projeto do de mera atividade (isolada, automática ou imposta) é o seu carácter intencional e gerador, pois o projeto pode ser pensado como projectus, algo «lançado para a frente»".
Em educação, o trabalho de projeto está associado a uma visão progressista da educação, em que os alunos desenvolvem competências essenciais como o espírito crítico, colaboração e comunicação, em resposta a questões ou problemas com maior ou menor grau de complexidade. 
Segundo Moura (2007), "os projetos nascem a partir de problemas, necessidades, oportunidades e desafios de um indivíduo, coletividade ou instituição. Um desafio pode representar também uma aspiração ou desejo de realização pessoal, coletiva ou institucional. Estes elementos constituem o que chamaremos de situação geradora do projeto."
O processo de aprendizagem está centrado nos alunos (student-centered) uma vez que estes escolhem os temas e os problemas dos projetos que vão desenvolver, investigam e apresentam o produto final. No entanto, o papel do professor torna-se essencial neste processo uma vez que os conteúdos e problemas não têm todos o mesmo valor ou importância do ponto de vista curricular. Cabe ao professor envolver os alunos mas sem esquecer os critérios precisos para avaliar o seu valor e interesse, pois como afirma Kilpatrick (2007, citado por Miranda, 2008, p.8), o projeto não significa "uma subordinação do professor ou da escola a caprichos infantis".
Por exigir uma planificação cuidada, o projeto assume-se como uma atividade intencional. Em educação, essa planificação não se resume ao professor, devendo envolver o aluno. Como afirma Kilpatrick (2007, citado por Miranda, 2008, p.5), "A criança deve ter oportunidade de planificar". Acrescenta-se que esse ato intencional deve resultar do aluno e dos seus interesses, tornando-o, assim, ativo e mais autónomo na construção do conhecimento. Esta é uma visão partilhada pelo  construtivismo e pelos  métodos de ensino indireto.

## Origens do trabalho de projeto na educação
O método de projeto, na educação, surgiu primeiramente nos EUA em resultado do livro The Project Method de William H. Kilpatrick em 1918. Muitos dos seus fundamentos foram baseados não só no movimento da Escola Progressiva de Dewey como também no movimento da Escola Nova com origem na Europa.
John Dewey
John Dewey (1859-1952) foi um dos maiores filósofos e pensadores da educação nos finais do século XIX até meados do século XX.

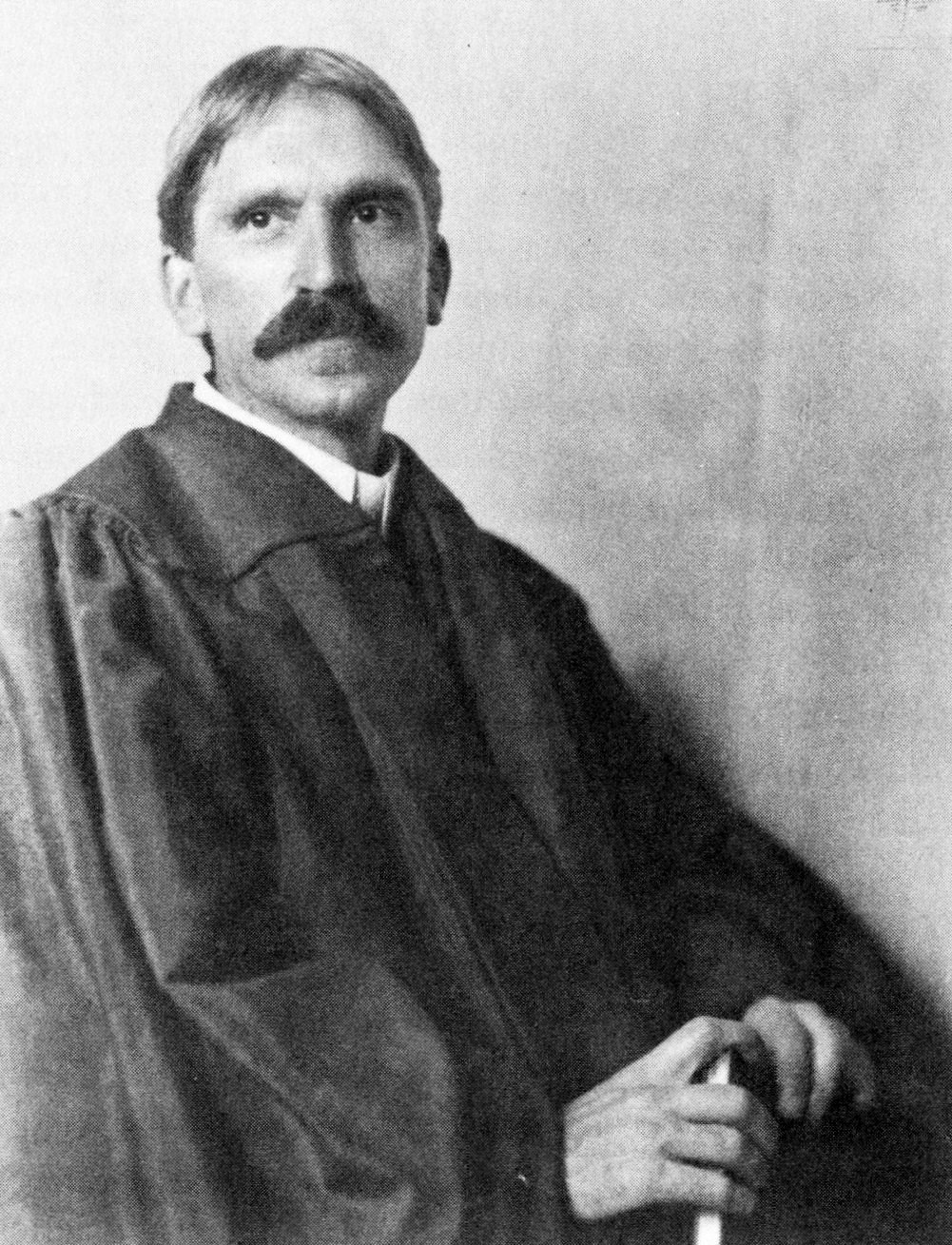
John Dewey (1902)

Defensor do pragmatismo, ou instrumentalismo como preferia designá-lo, pensava que as ideias só têm valor se servirem de instrumento para a resolução de problemas reais. Estendeu esta visão a várias áreas do saber e da sociedade.
No campo da pedagogia, baseia o seu pensamento no movimento de educação progressiva defendendo o experimentalismo e os interesses dos alunos, apoiando-se na sua curiosidade natural. Assim, um dos seus principais objetivos preconizava que se deve educar a criança como um todo, dando ênfase ao crescimento físico, emocional e intelectual da criança.
As suas crenças filosóficas tiveram grande impacto na educação para a qual preconizava alguns princípios essenciais:

a) A escolaridade formal é apenas um método de transmissão de cultura e educação;

b) A educação deve ter a função de transformar as experiências do presente mais acessíveis e significativas no futuro;

c) A melhor maneira de aprender é praticar, estimular o desenvolvimento individual pelo que a repetição mecanizada deve ser substituída;

d) A finalidade do processo educativo é o progresso social;

e) A cooperação deve ser o pilar entre os indivíduos através do desenvolvimento do companheirismo.

Com base nestes princípios, Dewey defende uma educação pela ação em que o aluno resolva por si os problemas e não através de modelos predefinidos. É neste sentido que uma das ideias-chave da escola progressiva é a experiência. A sua visão pedagógica contrapõe-se ao ensino tradicional da altura e reveste-se de uma componente política e ideológica, nomeadamente os ideais liberais e democráticos.
Neste vídeo podemos assistir a alguns dos fundamentos da escola progressiva da educação em que o objetivo é dotar os alunos de hoje de competências para o mundo de amanhã.
Dewey foi um escritor bastante prolífico. Escreveu sobre quase todos os temas da sociedade. Entre as suas principais obras dedicadas ao tema da educação destacam-se My Pedagogic Creed (1897), The School and Society (1900), The Child and the Curriculum (1902) (estes dois traduzidos em língua portuguesa), Democracy and Education: an introduction to the philosophy of education (1916) e Experience and Education (1938). Neste pequeno vídeo podemos assistir a um excelente resumo sobre a sua vida e obra.
William Heard Kilpatrick
William Heard Kilpatrick (1871-1965), filósofo da educação, é considerado um dos mais conceituados pedagogos contemporâneos. Foi um dos principais defensores da educação progressiva, destacando-se principalmente pelas ideias expostas em O Método de Projeto (1918) em que abordou as ideias do seu mentor Dewey. Tentou demonstrar como a inclusão de projetos correspondia à abordagem progressiva e ativa centrada no aluno. A sua mensagem era de que a escola precisava de ser mais democrática e orientada para o aluno. Assim, defende que os projetos, porque resultam em experiência, deveriam partir de problemas reais do quotidiano do aluno.
Kilpatrick considera o seu método de projetos como uma alternativa ao ensino tradicional baseado na rotina e na memorização. Deste modo, é defendido que "o currículo deve centrar-se na vida, na experiência e na criança e não tanto na matéria ou conteúdo a ser ensinado" (Miranda, 2008, p.3). O professor deixa de ser uma figura autoritária e passa a ter um papel de "guia" nas aprendizagens dos alunos. Neste sentido, o processo de ensino e aprendizagem está mais centrado no aluno do que no conteúdo e no professor, em comparação com os  métodos de ensino direto.

## Modelos instrutivos baseados em projetos
O trabalho de projeto insere-se numa perspetiva construtivista e progressiva da aprendizagem e assume-se como uma forma de ensino indireto. Estas são metodologias que enfatizam os processos e não apenas os conteúdos. Segundo Abrantes e Oliveira (2010), a metodologia de trabalho de projeto é um método "que requer a participação de cada membro de um grupo, segundo as suas capacidades, com o objetivo de realizar um trabalho conjunto, decidido, planificado e organizado em comum acordo" (p.146). Continuam afirmando que se trata de "uma metodologia investigativa centrada na resolução de problemas. Estes deverão ser pertinentes para quem procura resolvê-los, deverão constituir ocasião para novas aprendizagens e ter uma ligação à sociedade na qual os alunos vivem" e que "transformar um problema em projeto e concretizá-lo é, em última análise, o objetivo da pedagogia de projeto" (p.146-147).

### Discovery learning ou aprendizagem pela descoberta
Aprendizagem pela Descoberta é um conceito que surgiu inúmeras vezes na história da educação, nomeadamente pela mão de filósofos como Rousseau,  Pestalozzi e John Dewey. Mais recentemente, o conceito de Aprendizagem pela Descoberta evoluiu, essencialmente, das ideias de Jerome Bruner. Genericamente, assume que o processo de aprendizagem é centrado no aluno em oposição a métodos ditos tradicionais baseados na transmissão unidirecional, em que o conhecimento é apresentado pelo professor na sua forma final.
De acordo com Johnson (2010) a Aprendizagem pela Descoberta é um método indutivo, que parte do específico para o geral, em que o professor apresenta exemplos que os alunos trabalham até encontrar as inter-relações. O professor pode assumir diferentes graus de intervenção de forma a facilitar a descoberta por parte do aluno. Nesse processo de raciocínio indutivo, o aluno deve apelar à sua intuição, imaginação e criatividade de forma a atingir o princípio desejado. Trata-se de uma abordagem de ensino que pretende envolver o aluno na construção do seu próprio conhecimento. Tem como principais objetivos promover uma aprendizagem significativa, real e contextualizada e desenvolver competências metacognitivas envolvendo ativamente o aluno.
Utilizando o método de Aprendizagem pela Descoberta, ao aluno são apresentadas experiências, conceitos e exemplos com a orientação do professor. Não se trata de uma aprendizagem caótica e livre de planificação, antes uma forma que se inspira na natural curiosidade que os seres humanos têm para aprender. Aliás, os seus defensores afirmam que, muitas vezes, o aluno vai além dos objetivos iniciais do professor em termos de aprendizagem.
A UWA refere que este modelo pode ter a desvantagem de poder confundir o aluno se não existir o cuidado de fornecer uma estrutura inicial. Por seu lado, aponta algumas vantagens:
a) Envolve ativamente o aluno no processo de aprendizagem;
b) Estimula a curiosidade;
c) Possibilita o desenvolvimento de competências de aprendizagem para a vida;
d) Personaliza a experiência de aprendizagem;
e) É altamente motivador pois dá aos indivíduos a oportunidade de experimentar e descobrir algo por si próprios;
f) Baseia-se na compreensão e conhecimento prévios do aluno.

Segundo Johnson (2010), existem dois tipos de Aprendizagem pela Descoberta: Open Discovery Learning (ODL) e Guided Discovery Learning (GDL).

#### Open discovery learning (ODL)
Open Discovery Learning (ODL) - sem tradução em português (embora se possa mencionar Aprendizagem pela Descoberta Pura) - situa-se num espetro mais afastado da Aprendizagem pela Descoberta porque, embora exista uma certa estrutura organizativa, deixa ao aluno uma grande margem de manobra para, individualmente, em pares ou em grupo, decidir sobre o caminho a seguir. É o aluno que determina as condições ao escolher o problema, questão ou tópico a estudar, e executa as atividades de acordo com o plano que ele próprio definiu. O professor fornece pouca ou nenhuma orientação neste processo.
Aqui, o aluno toma todas as decisões numa perspetiva bem própria de uma aprendizagem centrada no aluno. Mais uma vez, Johnson (2010) refere como exemplos de ODL o trabalho de pesquisa (research paper), o estudo independente ou investigação (independent study or investigation) e a pesquisa (inquiry). Todas estas modalidades surgem de questões colocadas pelos próprios alunos, envolvem a pesquisa e organização da informação e a apresentação de resultados. Desenvolvem nos alunos competências de pensamento crítico, reflexão, criação e discussão.
As investigações de Shulman e Keisler (1966, citados por Mayer, 2004) demonstram que este tipo de método é menos eficaz que os que aplicam algum tipo de orientação por parte do professor no que se refere à promoção da aprendizagem e aplicação a novos problemas. Aparentemente, referem, alguns alunos não aprendem o princípio ou a regra utilizando métodos de ODL pelo que assumem ser sempre necessário algum tipo de encaminhamento de forma a ajudar na construção mental dos resultados esperados.
De acordo com Mayer (2004) a Aprendizagem pela Descoberta torna-se eficaz porque ajuda os alunos a atingirem dois critérios importantes para uma aprendizagem ativa: a) ativação e construção de conhecimento apropriado a ser utilizado juntamente com a nova informação para que esta faça sentido e b) integração da nova informação numa estrutura apropriada de conhecimento. No entanto, em jeito de crítica, refere também que a descoberta pura torna-se ineficaz porque falha ao não promover essa integração. Segundo ele, o aluno pode não chegar a ter contacto com os princípios a serem aprendidos e, assim, nenhum conhecimento significativo ser integrado na sua estrutura cognitiva.

##### Inquiry-based learning (IBL)
Inquiry-based Learning (IBL) ou Aprendizagem por Pesquisa (AP) é uma modalidade da Aprendizagem pela Descoberta, mais propriamente de Open Discovery Learning (Johnson, 2010). Segundo a Educational Broadcasting Corporation (2004) reside na essência associada ao lema “Tell me and I forget, show me and I remember, involve me and I understand”.
Trata-se de uma abordagem de aprendizagem ativa centrada no aluno, baseada no questionamento, na resolução de problemas, no aprender fazendo e no pensamento crítico. Deve muitos dos seus fundamentos a John Dewey e aos construtivistas que se lhe seguiram. Nela os alunos são «donos» do seu processo de aprendizagem. Começa com a exploração e o questionamento e conduz à investigação de uma pergunta válida, questão, problema ou ideia. Envolve a colocação de questões, recolha e análise de informação, refletir e tomar decisões, justificar conclusões e agir.
Segundo o YouthLearn (2012), não se pretende colocar qualquer questão mas apenas as que são do interesse dos alunos. O professor deve guiar o aluno nessa procura das respostas mas também encorajar novas questões no percurso.
A Aprendizagem por Pesquisa é definida assim por Mazzulla (2011): "Aprendizagem por Pesquisa é um processo que permite ao professor e aos estudantes colocar questões sobre tópicos do currículo. As questões colocadas são estimulantes e relevantes para os alunos e para o currículo e permitem que o aluno desenvolva e utilize competências de raciocínio crítico, que são aplicáveis a muitas áreas disciplinares" (p.3).
Ainda segundo o mesmo autor, o objetivo de uma metodologia deste tipo é levar o aluno do mero conhecimento factual a um estado de profundo entendimento sobre um determinado tópico. Para além de aumentar a motivação inicial do aluno, este é um meio de envolvê-lo ativamente no processo de aprendizagem.
Por seu lado, a National Science Foundation assume que "a pesquisa é fundamental na aprendizagem das ciências. Quando envolvidos na pesquisa, os alunos descrevem objetos e eventos, colocam questões, constroem explicações, testam essas explicações em relação com o conhecimento científico atual, e comunicam as suas ideias aos outros".
De acordo com Johnson (2012), a Aprendizagem por Pesquisa é simplesmente a aplicação de métodos da ciência ao processo de ensino e aprendizagem. Nesse vídeo, Johnson explica os três principais métodos associados à Aprendizagem por Pesquisa: observação, investigação e experimentação. Ainda segundo o mesmo autor a ênfase deve recair no processo de fazer ciência, a resposta em si não assume demasiada importância.
No entanto, devemos considerar que a Aprendizagem por Pesquisa "não é um «método» de fazer ciência, história, ou outra matéria (…) Pelo contrário, é uma abordagem aos temas e tópicos escolhidos na qual o colocar de questões reais é encorajada, onde quer que ocorram e independentemente de quem as coloca".
Segundo o TeAchnology a Aprendizagem por Pesquisa pode ser aplicada a várias disciplinas numa perspetiva de interdisciplinaridade do conhecimento. Ao professor cabe organizar as suas aulas de modo a proporcionar ao aluno diferentes visões do mundo, comunicando com ele, introduzindo novas questões e tópicos da vida quotidiana. Trata-se de ensinar aos alunos a terem um melhor entendimento do mundo onde trabalham, comunicam, aprendem e vivem.
Contudo, Banchi e Bell (2008) defendem que não é expectável que o aluno, principalmente durante a infância, consiga, por si só, elaborar e levar a cabo as suas próprias investigações ou pesquisas. De facto, afirmam os autores, a maioria dos alunos necessita de muita prática para desenvolver as competências de pesquisa necessárias de modo a conseguirem realizar as suas investigações do princípio até ao fim. Nesse sentido, sugerem quatro níveis de pesquisa a percorrer pelos alunos à medida que evoluem para um pensamento crítico mais profundo. Apresentam o que apelidam de four-level continuum que se foca na quantidade de informação que é fornecida aos alunos e no nível de orientação dada pelo professor:
| Nível de pesquisa | Questão | Procedimento | Solução |
| --- | ------- | ------------ | ------- |
| Confirmation Inquiry - os alunos confirmam um princípio através de uma atividade quando os resultados são conhecidos de antemão.     | X       | X            | X       |
| Structured Inquiry - os alunos investigam uma questão colocada pelo professor utilizando um procedimento prescrito.                  | X       | X            |         |
| Guided Inquiry - os alunos investigam uma questão colocada pelo professor utilizando procedimentos por si selecionados e elaborados. | X       |              |         |
| Open Inquiry - os alunos investigam questões por si formuladas utilizando procedimentos por si selecionados e elaborados.            |         |              |         |

Quadro 1:
Quatro níveis de pesquisa e a informação dada aos alunos em cada um deles (adaptado de Banchi e Bell, 2008).

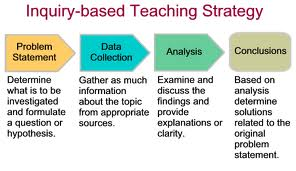
Estratégia geral da Aprendizagem por Pesquisa

Apesar dos diferentes níveis de informação fornecida, da intervenção do professor ou dos procedimentos utilizados, existem algumas fases consideradas essenciais na Aprendizagem por Pesquisa, tal como são apresentadas neste vídeo:
- Formular uma questão de forma clara;
- Gerar uma hipótese (uma ideia que se possa testar);
- Desenvolver um projeto experimental (que responda à questão inicial através da testagem das hipóteses);
- Recolher e tratar informação;
- Analisar a informação;
- Chegar a conclusões (pensamento crítico, comparação de resultados com a questão e partilhar conclusões).

Outros modelos de Aprendizagem por Pesquisa:
- Cyclic Inquiry
- Knowledge-building Community
- Scaffolded Knowledge Integration
- Learning by Design

Refira-se, no entanto, que existem algumas críticas a este modelo de ensino. É o caso de Kuhn et al. (2000) que referem que os seus estudos sugerem que as competências necessárias para uma aprendizagem efetiva pelas formas típicas de pesquisa ainda não estão definidas na pré-adolescência. Acrescentam que se os alunos devem investigar, analisar e representar de forma precisa um sistema de variáveis múltiplas, então devem ser capazes de concetualizar essas multivariáveis num resultado esperado. Os seus estudos mostram que muitos adolescentes têm dificuldades num modelo desse tipo e que as estratégias que utilizam para aceder, examinar e interpretar a informação não são as mais adequadas.

#### Aprendizagem pela descoberta guiada
A Aprendizagem pela Descoberta Guiada – Guided Discovery Learning (GDL) – resulta das ideias de Bruner e do seu modelo indutivo de aprendizagem. Esse modelo, próximo do método científico, segue um caminho desde a identificação de problemas ou questões, passando pela construção e testagem de hipóteses até à aplicação a novas situações. O papel principal cabe ao aluno que constrói o seu conhecimento e descobre por si as respostas num processo de generalização. Daí, a ênfase que Bruner dá ao processo de aprendizagem e à liberdade que o aluno deve ter para errar durante esse processo.
Por seu lado, o papel do professor é planear cuidadosamente as questões e encorajar os alunos. Assume o papel de mediador e facilitador na relação que o aluno estabelece com o conhecimento. Fornece pistas e orientação, promove a confiança e comunicação devendo, no entanto, adequar a informação ao desenvolvimento atual dos seus alunos. Nestes planos de aula podemos verificar alguns exemplos de como pode decorrer uma aula pela Descoberta Guiada.
Bruner defende também que "a aprendizagem é um processo ativo, de construção de novas ideias e conceitos baseados nas experiências anteriores" (p.165). Realça também a influência exterior, essencialmente do meio social e cultural, nas aprendizagens anteriores do aluno.
Porém, Bruner reconhece que o difícil para o professor é encontrar o equilíbrio de estruturação sem orientar em demasia o aluno na sua busca pelo conhecimento. É neste sentido que defende o que designa como um "nível ótimo de incerteza no processo de ensino-aprendizagem" (p.171). Para Bidarra e Festas (2005, p.182) "o próprio Bruner, um dos defensores do método da descoberta (…) alerta para a necessidade de encontrar um equilíbrio adequado entre uma abordagem indutiva, com recurso a atividades de descoberta, e outros métodos de ensino".
Também Kirschner et al. (2006, citam Wickens, 1992) reafirmam a ideia do equilíbrio delicado no grau de orientação dada neste tipo de metodologia: "grandes quantidades de orientação pode produzir um desempenho muito bom durante a prática, mas demasiada orientação pode prejudicar o desempenho posterior. Auxiliar os alunos nas respostas corretas em matemática, por exemplo, pode prejudicar a sua capacidade para mais tarde recuperar da memória as respostas corretas sozinhos" (p.76).

### Metodologias PBL
Tanto o Problem-based learning como o Project-based learning podem ser apelidados de metodologias PBL. De facto, a "ideia de valor de fundo das metodologias PBL pressupõe que os seus aspetos mais importantes se prendem com a mudança do centro de interesse do ensino para a aprendizagem, o papel ativo assumido pelo estudante no processamento desta mesma aprendizagem, a resolução de problemas em contexto semelhante ao profissional, o reforço de uma visão interdisciplinar do conhecimento ou o desenvolvimento de competências técnicas, pessoais, sociais e profissionais" (Pinheiro et al., 2011, p.110).
Segundo Kirschner et al. (1997), a aprendizagem tem lugar quando existe uma participação ativa e empenhada do aprendiz, num processo de (re)construção do conhecimento que é moldado à sua imagem e necessidades. Essa construção ativa torna-se, assim, mais duradoura pela interiorização que promove além de permitir o reforço das interações dentro do grupo e deste com o professor e o conhecimento. É neste pressuposto que se inserem as Metodologias PBL.
Como estratégia de ensino, as metodologias PBL centram-se na apresentação de cenários contextualizados sob a forma de um problema ou questão de interesse. São os alunos que pesquisam as respostas e selecionam a informação que, na sua opinião, responde às suas dúvidas ou necessidades de forma a justificar as soluções.
Ainda de acordo com Pinheiro et al. (2011, citando Brockbank & Mcgill, 1998), "a participação ativa do aprendente na construção das suas aprendizagens, acompanhada de autoavaliação e de avaliação formativa, com todo o seu potencial reflexivo, permitem aprendizagens duradouras e solidamente construídas, que se estendem muito para além de um determinado momento temporal" (p.110).
As metodologias PBL organizam a aprendizagem em torno de tarefas complexas (projetos) provenientes de questões ou problemas desafiantes e que envolvem o aluno na sua resolução e na decisão sobre a investigação, dando-lhe, assim, a liberdade para trabalhar de forma autónoma e colaborativa num produto final. Através deste processo de interação, investigação, atividades e construção, o aluno constrói novo conhecimento a partir do atual. Esta é uma visão muito própria do Construtivismo e do Construcionismo.
Origens do PBL
As metodologias PBL são inspiradas nas teorias de Dewey e Kilpatrick traduzidas em ambientes de aprendizagem construtivista e progressiva. Como modelo genérico, surgiu no seio da comunidade de formação médica em meados do século passado (Ribeiro, 2008; Savery & Duffy, 2005).
Utilizando bases de dados sobre os pacientes, os alunos eram orientados para construir um diagnóstico através de hipóteses e recolhendo informação que considerassem relevante de forma a provar essas hipóteses. O objetivo principal era o de dotar os alunos de competências de diagnóstico em problemas mal estruturados.

#### Problem-based learning
De acordo com Dochy et al., a sociedade de informação atual exige aos alunos que possuam não apenas um conhecimento específico mas também que o apliquem na resolução de problemas complexos de modo eficiente. Ainda segundo Dochy et al., a investigação demonstra que um aluno será mais bem sucedido ao longo da vida se possuir uma base sólida e flexível de conhecimentos no processo de resolução de problemas.
Segundo Ribeiro (2008), o Problem-based learning (PBL) "não é um processo de resolução de problemas teóricos ou experimentais por meio da aplicação de teoria; não se resume a uma atividade de pesquisa bibliográfica nem é, apesar de compartilhar algumas características, o método de estudo de casos" (p.24). Continua afirmando que tão pouco é um mero conjunto de técnicas de resolução de problemas nem deve ser visto como uma solução milagrosa ou uma receita pronta a ser implementada indiscriminadamente.
Mais uma vez, Ribeiro (2008) define ABP como sendo uma "metodologia de ensino e aprendizagem que utiliza problemas – coerentes para com a futura atuação dos alunos como profissionais e cidadãos – para iniciar, enfocar e motivar a aprendizagem dos conhecimentos conceituais, procedimentais e atitudinais objetivados" (p.24). Continua afirmando que se fundamenta nos resultados da pesquisa cognitivista que defendem que a aprendizagem não é um processo passivo de receção e acumulação de informação, mas de construção ativa de conhecimento, através da ativação das estruturas cognitivas existentes.
Na opinião de Barrows e Tamblyn (1980) a ABP pode ser definida como a aprendizagem que resulta do processo de trabalho para a compreensão ou resolução de um problema. Acrescentam que esse problema surge primeiro no seio do processo de ensino e aprendizagem.
Uma outra definição é-nos dada pelo Maricopa Center for Learning and Instruction (MCLI): Problem-based learning (PBL) "é tanto um currículo como um processo. O currículo é composto de problemas cuidadosamente selecionados e projetados que resultam da aquisição de conhecimento crítico por parte do aluno, competências de resolução de problemas, estratégias de aprendizagem autodirigidas e capacidades de participação em equipa. O processo reproduz a abordagem sistemática comummente utilizada para resolver problemas ou enfrentar os desafios que são encontrados na vida e na carreira".
Segundo a Fermilab a ABP requer uma utilização harmoniosa de vários componentes e envolve certas características:
- Os problemas não testam as competências, apenas auxiliam no desenvolvimento das próprias competências;
- O objetivo não é encontrar apenas uma solução final pois à medida que se realiza a pesquisa de informação num processo interativo, o problema e a própria solução podem alterar-se;
- São os alunos que realizam o processo de solucionar o problema, o professor é um facilitador;
- Aos alunos apenas são dadas linhas gerais de como resolver o problema, não existe uma fórmula pré-definida de como abordar o problema;
- A avaliação é autêntica e baseada no desempenho, tornando o processo instrutivo mais transparente.

Também Ribeiro (2008) afirma que existem muitas variações ao modelo original - Universidade McMaster - mas que para ser considerado Problem-based learning o formato a utilizar deve contemplar alguns elementos essenciais:
- Um problema da vida real precede sempre a discussão da teoria;
- Requer um processo formal de solução de problemas;
- A resolução do problema envolve o trabalho dos alunos em grupo;
- Implica o estudo autorregulado e autónomo dos alunos;
- Idealmente favorece a integração de conhecimentos.

O ponto de partida é o problema uma vez que serve de motivação do aluno para a aprendizagem. Por isso, é essencial que esse problema seja real e do seu interesse. É uma metodologia centrada no aluno que se envolve em todo o processo, segundo a orientação do professor. Os alunos trabalham em grupo, analisam o problema, discutem as suas ramificações, trocam ideias e pesquisam informação na busca de soluções para esse problema. Como modelo centrado no aluno preocupa-se com a construção do conhecimento e o desenvolvimento de competências que originem o «aprender a aprender». O aluno assume um papel mais interventivo e de maior responsabilidade na sua aprendizagem, dando-lhe, assim, mais motivação e um maior sentido de realização, estabelecendo o padrão para uma aprendizagem ao longo da vida. Por seu lado, professor torna-se o tutor guiando o aluno no processo de resolução de problemas.
De acordo com a MCLI, os estudos revelam que os alunos envolvidos na ABP adquirem conhecimentos e desenvolvem competências na resolução de problemas, autoaprendizagem e trabalho em equipa. Também demonstram que esta metodologia prepara os alunos tão bem como os métodos tradicionais para a realização de exames, embora se tornem em melhores profissionais.

#### Project-based learning
Na opinião de Burdewick (2003) não existe um entendimento uniforme sobre os conteúdos ou estrutura de uma aprendizagem baseada e/ou orientada por projetos. Esta autora chegou a esta conclusão após uma análise da literatura mais relevante sobre os conceitos mais utilizados nesta temática.
De uma forma simples, Eckstein (1978, citada por Burdewick, 2003) define projetos como sendo "tarefas de pesquisa e desenvolvimento que são limitadas no tempo e nas quais os alunos, individualmente ou em grupo, são apresentados aos conteúdos e métodos do assunto e ao trabalho autónomo" (p.3).
De acordo com a PBL Online, Project-based learning (PBL) - Aprendizagem baseada em projetos (ABP) pode ser definido como "um método de ensino sistemático que envolve os alunos na aprendizagem de conhecimentos essenciais e competências relacionadas com a vida, através de um processo longo e estruturado de investigação, realizado pelos alunos, em torno de questões complexas e autênticas e de tarefas e produtos cuidadosamente planeados".
O Buck Institute for Education (BIE) afirma que na metodologia ABP os alunos passam por um extenso processo de investigação em resposta a uma questão complexa, problema ou desafio. Os projetos devem ser rigorosos e cuidadosamente planeados, geridos e avaliados para assim ajudar os alunos a não apenas aprender os conteúdos académicos mas também as competências práticas para o século XXI (comunicação, colaboração, pensamento crítico). A este propósito, acrescenta que para atingir os objetivos educacionais do século XXI, a Aprendizagem baseada em projetos deve estar no centro da instrução. "O projeto contém e enquadra o currículo, o que difere do pequeno "projeto" ou atividade adicionada na instrução tradicional".
Segundo Helle et al. (2006, citando Adderley et al., 1975) a ABP tem algumas características próprias:

1. Os projetos envolvem a resolução de um problema que, a maioria das vezes (embora não necessariamente), parte dos alunos.
2. Envolvem a iniciativa do aluno ou grupo de alunos e necessitam uma variedade de atividades educativas.
3. Normalmente resultam num produto final (tese, relatório de projeto, design plans, modelos ou programas de computador).
4. Frequentemente o trabalho tem uma duração longa.
5. Os professores têm um papel consultivo, em vez de autoritário, em qualquer das etapas (início, desenvolvimento e conclusão).

Ainda de acordo com os autores referidos atrás, os aspetos referidos em 1) e 3) são os mais cruciais na ABP. Isso mesmo é confirmado por Blumenfeld et al. (1991) ao referirem que na essência da ABP está o problema ou questão que servem para conduzir e orientar as atividades e que estas culminam num produto final que responde à questão inicial. No entanto, o objetivo principal do projeto é o seu efeito na aprendizagem e não o produto em si.
No mesmo caminho segue Thomas (2000) ao mencionar os critérios que considera adequados de forma a responder à questão "O que deve ter um projeto, a fim de ser considerado um exemplo de project-based learning?":
- "Centralidade: Os projetos de PBL fazem parte integrante do currículo, não lhe sendo periféricos;
- Pergunta Desencadeadora: Os projetos PBL estão focados em questões ou problemas que levam os alunos a encontrar (e confrontar-se com) os conceitos e princípios centrais de uma dada disciplina;
- Investigações Construtivas: As atividades centrais do projeto devem implicar a construção de conhecimento por parte dos alunos;
- Autonomia: O desenvolvimento dos projetos é impulsionado em parte pelos alunos; e
- Realismo: Os projetos são realistas ou autênticos, não meramente relacionados com a atividade escolar."

Ainda de acordo com a PBL Online, muitos professores «fazem projetos» mas nem todos os projetos conduzem a uma aprendizagem. Nesse sentido, o modelo da BIE defende que no centro do processo de aprendizagem devem estar os conteúdos significativos (derivados explicitamente da norma curricular e conceitos chave das disciplinas académicas) e as competências para o novo século (pensamento crítico, resolução de problemas, gestão do tempo, organização, capacidades de apresentação, pesquisa e investigação, avaliação e reflexão, liderança, colaboração e comunicação sob diversas formas). "A metodologia BIE é baseada na investigação em aprendizagem construtivista, domínio dos conteúdos e pensamento crítico, e incorpora as competências de gestão de projetos valorizados pelas industrias globais de hoje".
Temos então que a ABP é um modelo que organiza a aprendizagem ao redor de projetos baseados em questões ou problemas desafiantes e que envolvem o aluno nas atividades de design, resolução e investigação. A ABP está orientada para a resolução de problemas, ou seja, o problema ou a questão servem para conduzir as atividades educativas. Promove a autonomia, tem uma relevância prática, na medida em que o aluno transfere o conhecimento teórico para tarefas concretas, e reveste-se de um potencial de interdisciplinaridade. Além disso, os seus defensores afirmam que responde ao que Dewey considerava ser o objetivo da educação: desenvolver o pensamento científico e reflexivo, aproveitando-se da curiosidade inata da criança. Shimabukuro (2011) afirma que se realizado de forma correta, a Aprendizagem baseada em projetos pode ser um modelo poderoso para a reforma da escola mas que tal vai exigir mudanças radicais nos atos de ensinar e aprender, assim como uma maior responsabilização para ambos.
Neste vídeo podemos assistir a várias experiências de Aprendizagem baseada em projetos. Inclui intervenções de Papert a quem se deve o construcionismo e que afirma que a Aprendizagem baseada em projetos é o caminho certo a seguir em direção ao conhecimento no século XXI. Neste outro vídeo, Larry Rosenstock descreve o que considera ser a educação sustentada na ABP. Também John Larmer descreve os fundamentos essenciais da ABP neste vídeo.

#### Semelhanças e diferenças
Os termos Problem-based learning e Project-based learning podem induzir alguma confusão a começar pela utilização do mesmo acrónimo (PBL). No entanto, podem incluir em si uma grande variedade de modelos e estratégias de ensino bastante diversificadas, apesar das suas semelhanças concetuais.
A principal semelhança entre as metodologias PBL prende-se com o facto de ambas partirem dos mesmos pressupostos e filosofia – o construtivismo. "Para os construtivistas a aprendizagem é um processo ativo de construir, não adquirir conhecimento e o objetivo do processo instrutivo é ajudar a essa construção, não transmitir conhecimento" (Coutinho, 2005, p.68). Neste sentido, estes modelos pedagógicos defendem uma visão holística (integral e contextualizada) do conhecimento, baseada nos resultados, centrada no aprendente, recorrendo ao trabalho a pares e/ou grupo. O professor assume o papel de facilitador mais do que o detentor especializado do conhecimento.
As abordagens pedagógicas baseadas em projetos e em problemas oferecem ao aluno a possibilidade de percorrer o seu próprio caminho até à solução, seja em termos de conteúdo, sequência ou ritmo.
Por sua vez, Thomas (2000) refere que ambas as metodologias têm em si características comuns: centralidade, questão orientadora, investigação construtivista, autonomia e realismo. Considera, no entanto, que devido ao facto de o Project-based learning ser definido pela própria resolução de problemas, o modelo Problem-based learning pode ser considerado como englobado na metodologia mais geral de Project-based learning. De facto, segundo Sandoval et al. (2010), o Project-based learning parece começar onde termina o Problem-based Learning pois os alunos "começam os projetos solucionando problemas".
Um resumo das semelhanças entre as duas metodologias é feito por Schwartz (2011) com base no artigo de Donnelly e Fitzmaurice (2005). Começa por salientar a diferença que as autoras aplicam aos termos. Referem-se ao Project-based learning como CPBL (C=colaborativa) - Aprendizagem colaborativa baseada em projetos - e ao Problem-based learning como PBL. Porém, Schwartz enuncia assim as principais semelhanças entre as duas metodologias:
- Abordagem construtivista da aprendizagem;
- Centradas no aluno;
- Voltadas para tarefas do "mundo real";
- Os projetos ou problemas têm mais que uma abordagem;
- Simulam situações profissionais;
- O professor é orientador ou facilitador;
- Os alunos geralmente trabalham em grupos cooperativos;
- Os alunos são incentivados a descobrir múltiplas fontes de informação;
- Ênfase numa avaliação autêntica e baseada no desempenho.

Na prática, é difusa a linha que separa as duas metodologias, sendo que a maior parte das vezes são usadas de forma complementar. A primeira diferença situa-se ao nível da sua génese. Enquanto o Project-based learning surgiu nas áreas da ciência e engenharia, o Problem-based learning nasceu no seio da área da medicina.
Segundo Donnelly e Fitzmaurice existem, no entanto, duas diferenças essenciais entre ambos os métodos. Uma é o papel que o produto final desempenha. No Project-based learning esse produto tende a ser mais elaborado, normalmente sob a forma de um artefacto, e orienta as fases de planeamento, execução e avaliação. Exige, por isso, mais competências de "saber fazer" e conhecimento específico no assunto a trabalhar. No Problem-based learning, porque resulta essencialmente de processos de inquérito e pesquisa, o produto tende a ser mais simples e assume normalmente a forma de um relatório.
Outra diferença é o papel que o problema desempenha no processo. Enquanto no Project-based learning é assumido que novos problemas poderão surgir no decorrer do processo, sendo necessária uma maior capacidade de adaptação por parte do aluno, no Problem-based learning o problema está bem definido exigindo, por isso, uma resposta ou solução mais direta. Neste caso, os problemas são mal estruturados de forma a replicar a complexidade da vida real e muitas vezes assumem a forma de um estudo de caso.
Neste vídeo é explicado de forma muito sistemática as semelhanças e diferenças entre estes modelos. De facto são mais as semelhanças que partilham do que as diferenças que os separam. No vídeo referido é explicado que as diferenças se situam essencialmente ao nível dos resultados e atividades. O modelo Problem-based learning concentra-se nos resultados e na ideia de que a aprendizagem resulta do processo de alcançar a resolução de um problema. Por seu lado, o modelo Project-based learning  desvia o foco da resolução do problema e mantém como preocupação central o projeto e as suas etapas. Enquanto o Problem-based learning explora o "saber como" (à semelhança do Inquiry-based learning), o Project-based learning recorre ao trabalho prático (hands on) e ao "saber em ação".

## Características do trabalho de projeto
- O estudante tem um papel fundamental no processo de aprendizagem;
- Os alunos têm um papel ativo no desenvolvimento do projeto. Como este se inicia com a escolha de um tema ou problema a solucionar (no âmbito dos objetivos curriculares a serem alcançados), os alunos devem participar na seleção do tema ou problema que consideram pertinentes. Neste processo, o professor deve ter também um papel ativo, guiando os alunos com questões que os levem a pensar e construir argumentos sobre as suas escolhas.
- A escolha final do(s) tema(s) ou problema(s) (pode ser mais do que um) pode/m surgir por consenso ou maioria.
- Os estudantes devem ser orientados para um objetivo específico e bem definido;
- As atividades a desenvolver devem ser previamente delineadas/planeadas de acordo com o tempo disponível e com os objetivos definidos;
- A planificação pode e deve ser flexível e revista com frequência para identificar possíveis desvios e definir novas ações necessárias para atingir os objetivos;
- Cada grupo de trabalho tem o seu ritmo. É fundamental disponibilizar algum tempo aos elementos do grupo para se conhecerem;
- A motivação dos elementos do grupo deve ser estimulada para que se mantenha intacta durante todo o processo.

## Fases do trabalho de projeto
As fases de um trabalho de projeto permitem a organização dos objetivos, tarefas e necessidades.
Estas não são dogmaticamente hierarquizadas, podem ser trabalhadas ao mesmo tempo.
Fases de um trabalho de projeto:
Escolha do Tema/Identificação da Área do Problema
A escolha do tema deve ser relevante e significativa para cada um dos elementos do grupo de trabalho e deve estar ligado com as metas a alcançar no âmbito disciplinar e transdisciplinar, o contexto (realidade) em que se inserem e com as experiências dos alunos de modo a gerar novas necessidades.
O tema é da responsabilidade do grupo e a sua definição deve partir de sugestões dos estudantes e do professor e discutidas, de forma a conseguir-se um consenso, se assim não for possível, vota-se e vence o tema que tiver mais votos. Só assim há garantias para um real envolvimento de todos.
Neste sentido, a temática escolhida deve ser (Mendes, 2007):
- autêntica, real;
- relevante e significativa para cada um dos participantes;
- possível de ser investigada;
- admitir vários caminhos de resolução;
- refletir vários ramos do saber;
- suscetível de ser formulada através de um conjunto de questões.

Identificação e Formulação de Problemas Parcelares
A situação problema deve ser descrita, enquadrada e caracterizada, o que permitirá o seu desdobramento em problemas parcelares.
Os problemas parcelares resultantes da decomposição do problema em várias partes, são definidos sob forma de questões que deverão possibilitar que os estudantes desenvolvam as suas próprias abordagens à investigação, não permitindo, de forma alguma, que os resultados estejam predeterminados.
Estas questões constituirão, assim, linhas orientadoras destinadas à resolução e/ou procura de soluções para o problema formulado (Mendes, 2007) e devem ser formuladas de modo a apontar para a resolução do problema. Assim, devem começar por como?, o quê?, o que é que?.
Planificação do Trabalho
Nesta fase procede-se ao levantamento dos recursos (meios de resolução do problema) e limitações condicionantes do desenvolvimento do trabalho. São definidas as tarefas a realizar pelos diferentes elementos do grupo, a escolha dos métodos e técnicas de pesquisa e a respetiva calendarização. A planificação pode ser reformulada sempre que se ache conveniente.
Trabalho de Campo/Pesquisa ou Investigação e Produção
De acordo com Mendes (2007) nesta fase recolhem-se os dados necessários à resolução do problema através de pesquisas bibliográficas, da observação direta, da realização de entrevistas, da aplicação de questionários, da consulta de base de dados, de registos áudio e vídeo, de gráficos, de fotografias, entre outros.
Depois da recolha de dados procede-se ao seu tratamento. É a partir dos dados recolhidos e trabalhados, da integração dos conhecimentos relacionados com a realidade estudada, que se concretizam os produtos. Estes refletem a articulação entre a teoria e a prática, entre o saber e o saber-fazer.
No final desta fase, Mendes (2007) refere ainda que é benéfico realizar um ponto da situação refletindo sobre os aspetos relacionados com as relações no grupo, interações estabelecida, rentabilização dos recursos, estratégias utilizadas, dificuldades sentidas e progressos realizados. Esta reflexão, resultante também da partilha de informação e experiências entre os grupos, proporcionará indicações sobre o que haverá a fazer para melhorar o processo de trabalho.
Preparação do Produto Final
É nesta fase que se preparam os produtos e a forma de divulgação.
Este pode ser apresentado de diversas formas: jornais, brochuras, boletins informativos, relatórios, vídeos, cd-roms, páginas web, maquetes, diapositivos, cartazes, entre outros.
Apresentação dos Resultados
Os produtos finais são apresentados aos pares, à comunidade educativa e/ou à comunidade em geral.
É importante que os estudantes tenham em consideração que apenas devem apresentar o produto (ou transmitir a ideias) e não apresentar tudo o que está no trabalho.
Avaliação
A avaliação é realizada ao longo do desenvolvimento do projeto. A avaliação contínua - auto e heteroavaliação - permite reformular estratégias e refletir sobre a dinâmica do grupo de trabalho. A avaliação do produto final deverá ter em conta o processo do seu desenvolvimento.
Nesta fase interessa mais o processo subjacente ao desenvolvimento do projeto (o modo como o grupo e cada elemento participou e se envolveu no trabalho, e os vários subprodutos realizados) do que propriamente o produto final conseguido e nela deverão estar envolvidos todos os intervenientes no processo.
É de realçar a autoavaliação do projeto, realizada pelos estudantes, que os ajudará a refletir sobre o seu próprio processo de aprendizagem e a constatar os progressos realizados. De acordo com Castro e Ricardo (1993), após a apreciação feita por cada um dos grupos, o professor deverá fazer uma síntese, salientando o papel de todos os grupos e analisando:
- as metodologias de trabalho, as dificuldades e o modo como foram ultrapassadas;
- a evolução dos grupos, os momentos de tensão ou conflito, o aproveitamento dos recursos;
- a relação e a articulação entre os subproblemas.

Desta etapa poderão surgir também recomendações para o futuro.

## Defensores e críticos
A aprendizagem baseada em problemas (PBL) tem vindo, nos últimos anos, a tornar-se mais conhecida e utilizada no vocabulário e nos métodos de ensino usados pelos professores. Contudo, o valor desta abordagem instrucional continua a ser objeto de avaliação e debate sobre a sua eficácia nos resultados escolares dos alunos. De acordo com Bryant e Tech (2011) algumas investigações que têm vindo a ser efetuadas produzem resultados muitas vezes contraditórios, havendo estudos que apontam para uma utilização da PBL com sucesso enquanto outras sublinham a superior eficácia dos métodos de ensino tradicionais (i.e. de  ensino direto).
Nos argumentos apresentados pelos defensores da eficácia desta técnica incluem-se os resultados de estudos realizados por diversos investigadores que concluem a favor da utilização de abordagens construtivistas como a aprendizagem reflexiva (IL) e aprendizagem baseada em problemas (PBL). De entre os pontos a favor, realça-se que os ambientes PBL proporcionam aos estudantes oportunidades de envolvimento em tarefas complexas que de outra forma estariam para além das suas habilidades (Hmelo et al., 2007, p.100), envolvem o aprendiz e promovem a construção do conhecimento que reconhecemos como aprendizagem (p.105). Estes autores, referem ainda diversos estudos que comparam alunos ensinados seguindo a metodologia PBL com outros num currículo mais tradicional, nos quais foram efetuadas medições de aplicação de conhecimentos e se verificou uma moderada vantagem a favor dos estudantes com PBL.
Conclui-se que estes aprendizes cometeram mais erros, mas criaram explicações mais elaboradas e propuseram soluções de problemas mais precisas e coerentes, quando comparadas com as dos alunos que frequentaram o currículo tradicional e que adquiriram mais conhecimento, habilidades de raciocínio e de resolução de problemas (p.103). Os autores defendem ainda que estes métodos de ensino são também eficazes na preparação dos estudantes para a aprendizagem futura. Concluem que existe uma evidência crescente, baseada em experiências efetuadas em larga escala e estudos quase-experimentais, a demonstrar que a aprendizagem reflexiva resulta em ganhos significativos em comparação com modelos tradicionais e que os alunos com dificuldades beneficiam com este tipo de abordagem.
Por outro lado, Mauffette, Kandlbinder, e Soucisse, (2004) indicam que, com esta iniciativa metodológica, é possível criar um ambiente em que uma abordagem profunda à aprendizagem é compensada e assim, reforça a motivação intrínseca (p.13). Os alunos adquirem uma maior responsabilidade pela sua aprendizagem com o benefício de desenvolverem um conjunto mais amplo de habilidades transferíveis para outros contextos tais como as da comunicação, trabalho em equipa e resolução de problemas (p.11). Estes autores concluem que, citando Norman & Schmidt (2000) os estudantes ensinados com o método PBL têm um desempenho igualmente bom em exames, mas desenvolvem uma melhor capacidade de raciocínio e sentem um mais alto nível de satisfação com o seu trabalho escolar.
Outros estudos publicados por Bowe e Cowan (2008, citados por Bryant & Tech, 2011) apontam mais evidências a favor desta abordagem concluindo que estudantes numa turma de física com PBL, estiveram mais ativamente envolvidos que outros colegas e desenvolveram competências em trabalho de grupo ao longo do curso. Concluíram também que os estudantes no curso com PBL obtiveram resultados significativamente superiores, no exame final, comparativamente aos dos homólogos nas turmas tradicionais.
Conforme referido existem investigações publicadas que produzem resultados não concordantes e até por vezes antagónicos. Neste aspeto, Kirschner, Sweller e Clark, (2006) citam diversos artigos de investigação (Kalyuga et al., 2001; Klahr & Nigam, 2004; Tuovinen & Sweller, 1999) para fundamentar a sua tese de que a abordagem PBL não funciona. Pondo a tónica na característica "orientação mínima" destas abordagens, apontam diversas razões que sustentam a sua tese, tais como a sobrecarga da memória de trabalho, como consequência da enorme quantidade de informação que a resolução de problemas lhe coloca, sobretudo em aprendizes novatos, uma vez que estes não possuem ainda esquemas para integrar a nova informação na já existente: "Qualquer pesquisa baseada em problemas faz exigências pesadas à memória (…) Qualquer teoria que ignora o limite da memória de trabalho quando lida com informação nova, ou ignora o desaparecimento desses limites quando lida com informação familiar é pouco provável que seja efetiva" (p.77).
Estes autores referem diversos estudos (Brown & Campione, 1994; Hardiman, Pollatsek, & Weill, 1986; Moreno, 2004; Tuovinen & Sweller, 1999) que trazem evidências acerca dos melhores resultados obtidos por estudantes com processos instrucionais diretamente controlados defendendo, com base naqueles, que a instrução direta com considerável orientação, incluindo exemplos, resultou numa aprendizagem largamente superior à proporcionada pela descoberta e os poucos que aprenderam pela descoberta não apresentam nenhum sinal de uma qualidade superior da sua aprendizagem. Acrescentaram ainda que "Os alunos que aprendem ciência na sala de aula com métodos de pura descoberta e feedback mínimo ficam muitas vezes perdidos e frustrados e a sua confusão pode levar a equívocos" (p.79). Concluem com a ideia que as evidências são a favor de uma orientação instrucional direta e forte, sobretudo nos alunos novatos ou intermédios. Nos dois últimos livros publicados por John Hattie (2009, 2012) onde são analisadas mais de 800 meta-análises sobre as variáveis que têm influência nos resultados dos alunos (student achievement) é referido que os métodos de ensino ativo (active teaching), são mais eficazes do que os que usam uma abordagem de ensino menos interventiva.
No entanto, não devemos confundir "ensino ativo", com "ensino tradicional", vulgarizado nas práticas pedagógicas de muitos professores portugueses. De uma forma simplificada estas consistem em: (i) o professor expõe a matéria (agora usando recursos multimédia como o PowerPoint) e os estudantes ouvem; (ii) o professor faz algumas questões (geralmente fechadas) ou propõem exercícios para serem resolvidos pelos alunos com base na exposição do professor e na leitura do manual (que pode ser em formato papel ou multimédia digital); (iii) o professor corrige as respostas dos alunos quando são feitas na aula e raramente dá um feedback pormenorizado e analítico.
O questionamento feito pelo professor é essencial no ‘ensino ativo’ (Sternberg & Spear-Swerling, 1996), mas este deve ser bem-feito, quer dizer, deve incluir perguntas de vários tipos: (i) de resposta direta (perguntas fechadas), onde o aluno encontra as respostas ipsis verbis nos apontamentos das aulas, no manual ou outros textos recomendados pelo professor; (ii) de resposta não-imediata (perguntas semiabertas), que exige um maior esforço de inferência por parte dos alunos; (iii) de resposta nada imediata (perguntas abertas) que levam a um processo inferencial maior (usando raciocínios dedutivos, indutivos e mesmo abdutivos), tendo que ir além da informação fornecida pelo professor.

## O trabalho de projeto em Portugal nos ensinos Básico e Secundário – enquadramento normativo (1986 a 2011)
Em 1986 é publicada a Lei de Bases do Sistema Educativo – Lei nº 46/86 de 14 de outubro. Nesta, são delineados os objetivos relativos aos três ciclos do ensino básico (alínea e) do nº 1 art. 5º e artigo 7º) onde se inclui a referência a trabalho de grupo e atitudes de reflexão metódica, enfatizados no que respeita ao ensino secundário (alínea g) artigo 9º).
A CRSE (Comissão de Reforma do Sistema Educativo) entregou em 1988 uma Proposta Global de Reforma para a reorganização dos planos curriculares. Embora o processo curricular que estava a ser proposto não fosse consensual (Ferreira, 1999, p.11) a proposta veio a ser a base da definição dos Planos Curriculares do Ensino Básico e Secundário, publicados no Decreto-Lei nº 286/89 de 29 de agosto. Com este normativo legal, foi criada uma área curricular não disciplinar denominada "Área Escola" que foi objeto de alguma contestação, sendo que o CNE (Conselho Nacional de Educação) afirmava "constituir a maior inovação curricular da reforma educativa" mas por outro lado indicava que esta "poderia vir a ser a grande desilusão da reforma educativa se não forem ponderadas e tornadas disponíveis as condições da respetiva implementação" conforme citado por Ferreira (1999, p.12).
Esta legislação especifica no art. 6º as características da área curricular não disciplinar denominada "área escola" - duração anual de 95 a 110 horas com autonomia para a escola decidir a distribuição, conteúdo e coordenação. No ponto 2 daquele artigo refere-se que o objetivo era a "Concretização dos saberes através de atividades e projetos multidisciplinares". Os pontos 3 e 4 estabelecem as fases de implementação.
Finalmente em 1990 é publicado o Despacho Nº 142ME/90 que aprova o plano de concretização da área escola.
No ponto 1 do anexo I daquele define-se: "A Área-Escola é uma área curricular, de natureza interdisciplinar e de frequência obrigatória". Relativamente às finalidades (ponto 2) estabelece-se:
- "A aquisição de saberes para os quais concorram diversas disciplinas ou matérias de ensino, sempre numa perspetiva interdisciplinar";
- "A aquisição de instrumentos de trabalho, bem como o exercício das diferentes operações intelectuais, numa perspetiva de formação…";
- "A concretização de atividades que promovam o desenvolvimento do espírito de iniciativa, de organização, de autonomia e de solidariedade, aspetos fundamentais da formação integral do aluno".

No âmbito desta: "A Área-Escola desenvolve-se em todos os níveis e ciclos do ensino básico e secundário". A organização "compete aos órgãos de direção, administração e gestão dos estabelecimentos de ensino básico e secundário promover a concretização da Área-Escola, bem como assegurar a respetiva orientação pedagógica" (ponto 4º).
No seu artigo 5º estabelece a forma como poderão ser iniciados. "Os projetos da Área-Escola: Por professores e alunos; Conselho de turma ou pelos órgãos de direção, gestão e administração dos estabelecimentos de ensino".
Na definição da forma de participação dos diferentes atores nesta modalidade de ensino, são atribuídas as funções de Alunos e Professores (art. 9º, anexo I):
1. Alunos e professores planificam em conjunto as diferentes tarefas dos projetos.
2. As tarefas dos projetos a desenvolver na turma baseiam-se na iniciativa dos alunos, recorrendo-se ao método de trabalho de projeto ou de trabalho independente.
3. Compete aos alunos escolher e dividir entre si as tarefas, bem como proceder à respetiva execução e autoavaliação.
4. Compete aos professores acompanhar, coordenar e avaliar a concretização das tarefas dos projetos, bem como a sua divulgação.
5. As turmas com um projeto idêntico ou que concorram para um projeto comum estabelecerão contactos entre si para a realização de algumas atividades inerentes a esse projeto.

A avaliação final (art. 12º) é da responsabilidade do conselho de turma que, em reunião para o efeito convocada, avalia o contributo dos projetos para o sucesso educativo dos alunos com base na avaliação feita pelos professores neles envolvidos.
Nos anos de 1996 e 1997 ocorreu uma reflexão participada sobre os currículos do Ensino Básico e do Ensino Secundário que levaram à publicação em 1998 do Documento Orientador das Políticas Educativas para o Ensino Básico - Educação, Integração, Cidadania que "define as grandes orientações para a Educação Básica, considerando que esta constitui um desafio a que todos os países desenvolvidos dão hoje a maior atenção" (Alonso, Peralta & Alaiz, 2001). Serviu de sustentação à filosofia do projeto consignado no DL nº 6/2001 que define as linhas da reorganização curricular daquele nível de ensino.
No seu artigo 3º - Princípios orientadores é sublinhada a "Existência de áreas curriculares disciplinares e não disciplinares, visando a realização de aprendizagens significativas e a formação integral dos alunos, através da articulação e da contextualização dos saberes".
No âmbito da organização curricular do ensino básico, para além das áreas curriculares disciplinares, o diploma determina a criação de três áreas curriculares não disciplinares: área de projeto, estudo acompanhado e formação cívica. No que respeita à primeira, no artigo 5º indica-se que aquela visa "a conceção, realização e avaliação de projetos, através da articulação de saberes de diversas áreas curriculares, em torno de problemas ou temas de pesquisa ou de intervenção, de acordo com as necessidades e os interesses dos alunos".
Para o Ensino Secundário foi publicado o Decreto-lei nº 7/2001 de 18 de janeiro, que indica no nº 4 do artigo 5º: "A área de projeto, nos cursos gerais, e a área de projeto tecnológico, nos cursos tecnológicos, visam desenvolver uma visão integradora dos saberes e da relação teórico-prática, assim como promover a orientação escolar e profissional e facilitar a aproximação ao mundo do trabalho".
Com a publicação deste DL a área de projeto passou a ser assegurada por uma equipa de dois professores da turma, preferencialmente, de entre os que lecionam disciplinas da componente de formação específica. Um pouco mais tarde foi publicado o Decreto-Lei 74/2004 que altera a Área de Projeto - passou a ser assegurada por um só professor.
Posteriormente é publicado o Decreto-lei nº 24/2006 que altera o Decreto-Lei 74/2004 e torna obrigatória a Área de Projeto no Ensino Secundário nos Cursos Científico-Humanísticos e nos Cursos Tecnológicos com o nome de Projeto Tecnológico.
Em 2011 foi introduzido um conjunto alargado de alterações no sistema educativo português. A dependência financeira do exterior a que o país ficou vinculado após o pedido de ajuda financeira efetuado à Comissão Europeia, Banco Central Europeu e Fundo Monetário Internacional, mas sobretudo a necessidade emergente de conter as despesas públicas, como consequência da crise económico/financeira que assolou alguns países periféricos da zona euro, onde Portugal se insere, levaram a que fosse publicado o Decreto-Lei nº 18/2011 de 2 de fevereiro que, na alínea b) do artigo 1º, acabou com a "Área de Projeto" no elenco das áreas curriculares não disciplinares.

## Nota final: algumas críticas ao trabalho de projeto em Portugal
Em jeito de nota final, convém referir que muitas destas orientações, sobretudo o ponto 2 do artigo 9º do Despacho 142ME/90 e o artigo 5º do DL nº 6/2001, foram interpretadas por algumas escolas e professores na sua forma menos orientada e mais radical, dando azo a práticas de ensino onde era valorizada a aprendizagem pela descoberta pura, a livre iniciativa dos alunos ou o trabalho independente. Sobrevalorizaram-se os alunos e os seus interesses, desprezando-se os conteúdos curriculares e menorizando o papel dos professores.
Em meados da primeira década do ano 2000, começaram a surgir as primeiras críticas públicas a esta metodologia de trabalho. O atual Ministro da Educação e Ciência (ano 2013), Nuno Crato, na altura professor universitário e divulgador científico, com uma coluna de opinião num dos mais lidos jornais nacionais, foi um dos principais rostos desta linha de pensamento. Afirmava ele em 2006 que esta nova "pedagogia romântica" e construtivista dogmática parece desvalorizar o currículo, os conteúdos e os resultados educativos em detrimento da ação, da interpretação e do processo. Esta visão do que deveria ser a educação em Portugal originou diversas críticas pois demonstra o "desprezo pelos conteúdos científicos e processos cognitivos, a par da arrogância construtivista, que imagina a construção, os alunos capazes de construir conhecimento a partir do nada" (Crato, 2006, p.13).
Neste sentido, é conveniente assinalar que o método de PBL, quando bem realizado, usando técnicas de ‘ensino ativo’ como, por exemplo, o questionamento e o feedback analítico, exige formação (que a maioria dos professores não teve e continua a não ter) e, por isso, conduziu a algumas práticas de laissez-faire por parte dos professores, em que se espera que o conhecimento aconteça por si. Quando bem interpretado e bem realizado é um bom método de organizar parte do trabalho escolar dos alunos.
À falta de formação e disponibilidade dos professores, Barros (2010) acrescenta a inadequação dos espaços físicos, a ausência de equipamentos e o elevado número de alunos por turma como principais estorvos à plena consecução do método PBL e da Área de Projeto, em particular. Como consequência, "face a estes obstáculos pode haver uma deriva para o facilitismo que desvirtua o papel formativo da Área de Projeto e serve de argumento para a sua desvalorização" (Barros, 2010).
Porém, à tutela deve-se também muito do esvaziamento do trabalho de projeto ao deixar à interpretação aleatória e inconsequente de quem tinha a responsabilidade e a possibilidade de valorizar a metodologia.
Face aos avanços e recuos legislativos, causadores de instabilidade nas escolas, Nuno Crato, agora na qualidade de Ministro da Educação e Ciência afirma ser necessário um "equilíbrio pedagógico" resultado de diferentes métodos de aprendizagem. Nas suas palavras, e um pouco em contracorrente do que tem sido o discurso oficial nos últimos anos, "é preciso motivar, aprender e ensinar. É preciso haver esforço, memorização, exames. E a motivação também resulta da educação".

## Ligações Externas
- «Algumas ideias sobre a obra de John Dewey»
- «Princípios, vantagens e questões da Aprendizagem por Pesquisa» (em inglês)
- «Como criar um projeto de Aprendizagem por Pesquisa» (em inglês)
- «Inquiring Mind por Jan-Marie Kellow» (em inglês)
- «Andrew P. Johnson apresenta um exemplo de como aplicar a Aprendizagem por Pesquisa à leitura (vídeo)» (em inglês)
- «A Metodologia de Trabalho de Projeto»
- «Project Based Learning (PBL) ou ABP Aprendizagem Baseada em Projetos»
- «Movimento da Escola Moderna»